# 高峰 (1914年)
高峰（1914年8月15日—1976年11月23日），男，原名高杨庆，曾用名高啸平，又名高奉，陕西清涧县曹家坬人，中华人民共和国政治人物，中共青海省委第一书记、青海省政协主席。

## 生平
1928年高小毕业后回乡。1933年7月参加革命，1933年9月经白如冰介绍加入中国共产党1954年6月至10月任中共青海省委书记，同年10月至1961年8月任青海省委第一书记。1954年9月至1961年10月兼任青海(省)军区第一政治委员，1955年2月起任党委书记。1960年11月至1963年10月任中共中央西北局书记处书记。1963年至1965年在中共中央党校学习。1965年9月调任吉林省第三届政协副主席。“文化大革命”期间受冲击，被下放到吉林柴油机厂工作。
第二、第三届全国人大代表。中共七大、八大代表。